# Шевченко, Андрей Анатольевич
Андрей Анатольевич Шевченко (род. 29 мая 1965 , посёлок центральной усадьбы совхоза имени Димитрова, Илекский район, Оренбургская область, РСФСР, СССР) — российский государственный и политический деятель, сенатор Российской Федерации Оренбургской области (с 27 сентября 2016 года). Председатель Комитета Совета Федерации по федеративному устройству, региональной политике, местному самоуправлению и делам Севера.
Из-за нарушения территориальной целостности Украины во время российско-украинской войны находится под персональными международными санкциями всех стран Европейского союза, Великобритании, США, Канады, Швейцарии, Австралии, Украины, Новой Зеландии.

## Биография
Андрей Шевченко родился 29 мая 1965 года в семье сельской учительницы и механизатора. Начал трудовую деятельность в 1982 году, после окончания школы, рабочим на машиностроительном заводе.
С 1984 года по 1986 отслужил в рядах ВС СССР. Поcле службы в армии поступил на экономический факультет Оренбургского сельскохозяйственного института. В 1991 году с отличием окончив институт, остался работать преподавателем на кафедре экономической теории.
С 1994 по 1998 год финансовый директор инвестиционной компании, затем на руководящих должностях в сфере производства. С 1998 года Шевченко занимал пост первого заместителя Генерального директора ОАО «Мясной комбинат Оренбургский». До 1999 года — генеральный директор Оренбургского завода резинотехнических изделий.
С 1999 по 2004 год — Главный инженер — первый заместитель генерального директора производственного объединения «Стрела» (Оренбург).
С 2000 года четыре раза подряд избирался депутатом Оренбургского городского Совета. Дважды (в 2004 и в 2015 годах) избран на должность председателя Оренбургского городского Совета. С октября 2010 по сентябрь 2015 года — заместитель Главы города Оренбурга.
С 2006 по 2011 год возглавлял Федерацию дзюдо и самбо Оренбургской области.
В сентябре 2016 года был избран (а в 2021 году переизбран) в Законодательное Собрание Оренбургской области и делегирован в Совет Федерации.
20 октября 2021 года избран председателем Комитета Совета Федерации по федеративному устройству, региональной политике, местному самоуправлению и делам Севера .
Сопредседатель всероссийской ассоциации развития местного самоуправления.
Женат, воспитывает дочь.

## Международные санкции
Из-за нарушения территориальной целостности и независимости Украины во время российско-украинской войны находится под персональными международными санкциями разных стран.
9 марта 2022 года, на фоне вторжения России на Украину, внесён в санкционный список всех стран Европейского союза так как он голосовал за ратификацию договоров о дружбе с самопровозглашёнными ЛНР и ДНР.
30 сентября 2022 года внесён санкционный список Соединенных Штатов Америки «за аннексию Путиным регионов Украины» и одобрения закона о фейках. Государственный департамент отмечает что сенаторы  «проголосовали за одобрение просьбы Путина о вводе войск в Украину, что послужило неоправданным предлогом для полномасштабного вторжения России в Украину».
По аналогичным основаниям, с 15 марта 2022 года находится под санкциями Великобритании. С 16 марта 2022 года находится под санкциями Швейцарии. С 23 марта 2022 года находится под санкциями Канады. С 21 апреля 2022 года находится под санкциями Австралии. С 3 мая 2022 года находится под санкциями Новой Зеландии. Указом президента Украины Владимира Зеленского с 7 сентября 2022 года находится под санкциями Украины.

## Награды
- Медаль ордена «За заслуги перед Отечеством» II степени (27 февраля 2020) — за большой вклад в развитие парламентаризма и активную законотворческую деятельность[9].
- Почётная грамота Президента Российской Федерации (17 июля 2025) — за заслуги в развитии парламентаризма, активную законотворческую деятельность и многолетнюю добросовестную работу[10].
- Медаль «За заслуги перед Оренбургом» I степени (2009 год).
- Юбилейная медаль «В память 270-летия основания города Оренбурга» (2013 год).
- Благодарственное письмо главы города Оренбурга.